# Рабинович, Юрий Германович
Юрий Германович Рабинович (англ. George Yuri Rainich; 1886—1968) — российский и американский учёный-физик, математик, педагог. Заслуженный профессор Мичиганского университета.

## Биография
Родился 13 (25) марта 1886 года в семье врача-офтальмолога Германа Абрамовича Рабиновича, выпускника медицинского факультета Императорского Киевского университета святого Владимира, и Габриэллы Абрамовны Эпштейн, дочери потомственного почётного гражданина.
В 1904 году окончил с золотой медалью 2‑ю одесскую гимназию. Поступил на математическое отделение физико-математического факультета Императорского Новороссийского  университета в Одессе и , окончив первый курс, следующие два года провёл в Германии: сначала в Гёттингенском, а потом в Мюнхенском университете. В 1907 году вернулся в Новороссийский университет, через год окончил его и начал преподавать в гимназии М. М. Иглицкого — первой в Российской империи, еврейской гимназии, получившей соответствующие права.
В начале 1913 года стал приват-доцентом Казанского университета, в том же году защитил магистерскую диссертацию. В течение 6 лет читал в Казанском университете спецкурсы по теории функций комплексного переменного, теории эллиптических функций, квадратичных форм и чисел, линейных вектор-функций и их применений. В это время он уже стал известным учёным, читал доклады на ХІІ (Москва, 1910) и ХІІІ (Тифлис, 1913) съездах российских естествоиспытателей и врачей. В 1912 году на Международном конгрессе математиков в Кембридже он прочитал доклад, посвящённый разложению на простые множители в квадратичных числовых полях. Этот доклад был тут же напечатан в Журнале Крелля — солидном немецком математическом журнале.
В 1918 году Ю. Г. Рабинович был назначен экстраординарным профессором. В том же году была опубликована его докторская диссертация «Аналитические вектор-функции и дифференциальные уравнения, которым они удовлетворяют», но в связи с революцией и последовавшими за ней событиями, защитить её не удалось, учёные звания были отменены.
В начале 1919 года вернулся в Одессу, где преподавал в Новороссийском университете вплоть до его закрытия в 1920 году. Среди его студентов был будущий выдающийся физик Георгий Антонович Гамов.
В 1920—1921 годах преподавал в Одесском физико-математическом институте, а в 1921— 1922 годах — в Одесском институте народного образования, заведовал кафедрой математики и кабинетом чистой математики.
В 1922 году был арестован и в тюрьме заболел сыпным тифом. В связи с тяжёлым состоянием его разрешили забрать домой, после чего Рабинович принял решение навсегда покинуть СССР. В октябре супруги Рабинович отплыли в Стамбул, а через несколько месяцев добрались до Соединенных Штатов Америки. Ранние публикации учёного помогли ему стать джонстоновским стипендиатом в Университете Джонса Хопкинса (г. Балтимор, штат Мэриленд). Здесь он поменял фамилию на Джордж Юрий Райнич.
С 1926 года преподавал в Мичиганском университете (Анн-Арбор, США) и, проработав там 30 лет, вышел на пенсию заслуженным профессором.
Был инициатором создания и с 1950 года редактором, а позже членом редколлегии научного журнала «Мичиганский математический журнал».

## Научная деятельность
Автор более 50 работ по основаниям математики, теории чисел, алгебре, геометрии и математическому анализу.
Основные работы Рабиновича относятся к векторному и тензорному анализу и их применениям к математическому анализу, дифференциальной геометрии, математической физике, теории относительности.
В серии статей, написанных в 1920‑х годах, показал, что математические методы, которые А. Эйнштейн использовал в общей теории относительности для гравитации, можно использовать и для электромагнетизма. Сохранилась переписка Рабиновича с А. Эйнштейном, в которых последний одобряет и план исследований, и полученные результаты. Многолетний труд был суммирован в книге «Математика относительности» (1950). В последние годы жизни работал над книгой, которую планировал назвать «Семь лекций по теории относительности», но не завершил. За несколько месяцев до смерти вышла книга «Геометрия для учителей».

## Семья
- Жена (1917) — Софья Крамковская, зубной врач.
- Брат — доктор медицинских наук Михаил Германович Рабинович, офтальмолог, автор монографий «Вторичная катаракта» (1961), «Катаракта» (1965), «Офтальмологические симптомы при различных заболеваниях организма» (1965) и других.
- Дядя — Савва Абрамович Рабинович, детский врач, президент страхового общества «Нью-Йорк—Москва». Его дочь (двоюродная сестра Ю. Г. Рабиновича) Анна была замужем за детским врачом, профессором Исааком Еремеевичем Майзелем (их дочь Мария Исааковна Ревич (1922—2014) была замужем за поэтом Александром Ревичем).